# Remontowa Shipbuilding
Remontowa Shipbuilding — польская судостроительная верфь, располагающаяся в Гданьске. В 1950—2011 годах называлась Stocznia Północna («Северная верфь»).

## История
Основана после окончания Второй Мировой войны, в июне 1945 года. Первое время называлась «верфь № 3» и занималась ремонтом вагонов, трамваев и малых судов. В 1950 году получила название Stocznia Północna («Северная верфь»). С 1951 начала строить рыболовные суда.
С середины 1950-х годов и до распада советского блока на верфи строились, в основном, военные корабли для флотов СССР. Строились десантные корабли, гидрографические, спасательные и учебные корабли.
В то же время верфь строила специализированные рыболовные суда: суперсейнеры, супертраулеры.
В 1990 годах с прекращением военных заказов верфь испытывала значительные трудности. В 1993 году Северная верфь была преобразована в акционерную компанию. Строила малые паромы, рыболовные суда, буксиры.
С июня 2003 года главным акционером верфи стала компания Remontowa S.A. В 2011 году верфь была переименована в Remontowa Shipbuilding